# Centro de Convenciones Lulu
El Centro de Convenciones Lulu se encuentra en Puzhakkal, en la ciudad de Thrissur, parte del estado de Kerala en el país asiático de la India. El centro de convenciones de 5.000 asientos fue construido por el Grupo EMKE. El centro de convenciones se extiende por un área de 18 acres (73.000 m²) con una superficie construida de 160.000 pies cuadrados (15.000 m²)  y se ha dividido en dos sala cubiertas y auditorios al aire libre, con servicio de comedor para 2.000 personas a la vez.